# Ashton Hayes
Ashton Hayes is een civil parish in het bestuurlijke gebied Cheshire West and Chester, in het Engelse graafschap Cheshire met 936 inwoners.